# Sidney Fox
Sidney Fox (10 de diciembre de 1907 - 15 de noviembre de 1942) fue una actriz cinematográfica estadounidense. 

## Biografía
Su verdadero nombre era Sarah Leifer, nació en Galitzia, en el seno de una familia de origen judío. Fox debutó en el cine en 1931, con el drama dirigido por Hobart Henley The Bad Sister, junto a Conrad Nagel, Bette Davis, Humphrey Bogart y ZaSu Pitts.
Fox es posiblemente más recordada por el papel de 'Mademoiselle Camille L'Espanaye' en la película de terror y misterio de 1932 dirigida por Robert Florey Murders in the Rue Morgue (Doble asesinato en la calle Morgue), con Béla Lugosi. Su última actuación para el cine sería en la comedia musical de 1934 Down to Their Last Yacht, frente a Mary Boland, Polly Moran y Ned Sparks.
Estuvo casada con Charles Beahan (1932-42). Sidney Fox falleció en Hollywood, California, en 1942 a causa de una sobredosis de píldoras para dormir. Su muerte fue oficialmente etiquetada como una muerte accidental. Fue enterrada en el Cementerio Mount Lebanon, Glendale, Queens, Nueva York.

## Filmografía seleccionada
- Six Cylinder Love (1931)
- The Bad Sister (1931)
- The Mouthpiece (1932)
- Murders in the Rue Morgue (Doble asesinato en la calle Morgue) (1932)
- Once in a Lifetime (1932)
- Call it murder / Midnight (Llamémoslo un asesinato) (1934)